# Lope Diaz II de Haro
Lope Díaz II de Haro dit « Cabeza Brava », né vers 1170 et mort le 15 novembre 1236, est le fils de Diego Lopez II de Haro et de María Manrique. Il a été le sixième seigneur de Biscaye/Vizcaya en espagnol, Bizkaia en basque, entre 1214 et 1236.
Il a combattu avec son père dans la Bataille de Las Navas de Tolosa (1212) sous le commandement d'Alphonse VIII de Castille.
Il prend ses charges en des temps agités, après le décès de son père le 16 octobre 1214, quelques jours après le décès du roi Alphonse VIII de Castille, qui laissait comme héritier son fils de dix ans, Henri Ier de Castille. La famille Lara a soutenu la  régence, en faisant face à  Berengère de León et Castille, sœur d'Henri et ceux qui soutenaient Lope. En 1217, Henri décède accidentellement, sa sœur occupant le trône, soutenue par plusieurs nobles dont Lope, déléguera le trône à son fils Ferdinand III de Castille en le couronnant à Nájera. Alphonse IX, père de Fernando, ne se conformait pas à la proclamation de son fils comme roi de Castille, commençant à envahir la nation. Pendant cette période, Álvar Núñez de Lara prend Nájera, en mettant en échec et emprisonnant Lope.
L'appui apporté par Lope dans la consolidation de Ferdinand III dans le trône a été récompensé avec le grade de Sous-lieutenant général de Castille, son mariage avec Urraca Alfonso, sœur du roi, la donation des villes de  Haro et Pedroso (également de La Rioja) ou confirmation des possessions qu'ils avaient déjà.
Il prend part dans beaucoup de guerres appuyant Ferdinand III, comme les expéditions contre les Maures en Andalousie, la plus importante étant la prise de Baeza en 1227, après quoi il recevra le titre de conquistador de Baeza (conquérant de Baeza).
L'évêque de Calahorra a voulu exiger des droits aux églises soumises au Monastère de San Millán de la Cogolla, soulevant des procès qui termineront avec le transfert en 1232 du  diocèse à Santo Domingo de la Calzada. Ceci engendra plus de discordes qu'en 1235 et Lope expulsera l'évêque qui s'enfuit à Rome, le diocèse revenant à Calahorra.
Il a été le fondateur de la ville de Plentzia en basque/Plencia en espagnol.
Il est enterré au Monastère de Santa María la Real de Nájera.

## Famille et descendance
Il a contracté un mariage avec Urraca Alfonso, fille du roi Alphonse IX de León. Il a eu avec elle six enfants :
- Diego Lopez III de Haro
- Sancho López de Haro
- Lope El Chico
- Alonso López de Haro père Juan Alonso de Haro El Viejo
- Berengère López de Haro mariée avec Rodrigo González Girón
- Urraca Díaz de Haro mariée avec Fernando de Castro

Il a eu trois autres enfants avec Toda de Santa Gadea, Dame très noble et principale de la lignée des Salcedos des seigneurs d'Ayala, qui ont été :
- Mencía Lopez de Haro[2] reine du Portugal, femme du roi Sanche II de Portugal
- Lope Diaz de Haro évêque de Ségovie
- Diego López de Salcedo[3] marié avec Doña María Álvarez, fille de Alvaro Fernández Potesta.